# Antineoplásico
Antineoplásicos são uma classe de fármacos derivados da platina, que podem ser nefrotóxicos utilizados para destruir neoplasmas ou células malignas e, tem a finalidade de evitar ou inibir o crescimento e a disseminação de tumores.